# Centre Municipal Ana Díaz Rico
El Centre Municipal «Ana Díaz Rico» és un centre cultural i cívic a la Plaça dels Blocs del barri de les Planes, a L'Hospitalet de Llobregat. És vist com una eina per a revitalitzar el teixit urbà, social i econòmic del barri. Des de més de trenta anys els veïns havien lluitat per a obtenir tal centre, fins que finalment va ser inaugurat al 2013. Va rebre el nom d'Ana Díaz Rico, una històrica lluitadora del barri i dels drets de la dona que va morir el 2012.

## Edificació del centre
Aquest centre s'inscriu en el Pla integral de la Florida, les Planes i Pubilla Cases, i va aprofitar de la Llei de Barris. El pressupost del projecte va ser d'un milió d'euros. Té una planta de 372 metres quadrats i un pati obert. Hi ha una aula d'informàtica, una sala de consulta de l'arxiu de l'Associació de Veïns del barri, un espai polivalent de 115 metres quadrats i una sala aïllada acústicament per fer assajos musicals, entre d'altres.
És un dels primers edificis de la ciutat amb grau d'eficiència enèrgetica A, el més elevat. Això vol dir que el grau d'emissions i de demanda energètica (calefacció, refrigeració; etc) és molt baix.
S'hi organitzen entre d'altres tallers de treballs manuals, de reforç educatiu, de gimnàstica per a gent gran, de dansa i teatre, de música, de capacitació lingüística, o d'iniciació a la informàtica. També inclou un projecte d'hort agrícola.